# Henriette Thimig
Henriette Thimig (* 1947) ist eine österreichische Schauspielerin.

## Leben
Henriette Thimig wurde als Tochter des Schauspielers Hans Thimig (1900–1991) und von Helene Rauch geboren.
Nach einer Ausbildung am Max Reinhardt Seminar in Wien hatte sie von 1975 bis 1981 ein erstes Engagement am Düsseldorfer Schauspielhaus. In den Folgejahren war sie am Hamburger Thalia Theater, am Münchner Residenztheater, den Städtische Bühnen Frankfurt, am Berliner Schillertheater und am Staatstheater Stuttgart engagiert. Von 1995 bis 2000 war sie Ensemblemitglied am Schauspielhaus Bochum, wo sie unter anderem in Der Widerspenstigen Zähmung, Glückliche Tage und Macbeth zu sehen war. 2001 spielte sie in Haarmann am Staatstheater Hannover und von 2005 bis 2009 beispielsweise in Nathan der Weise und Liliom am Grillo-Theater in Essen.
Ab 2011 war sie erneut am Düsseldorfer Schauspielhaus und am Schauspielhaus Bochum, etwa in Wie es euch gefällt, Onkel Wanja oder Kleiner Mann, was nun?. In der Saison 2017/18 ist sie in einer verschränkten Inszenierung von Iphigenie in Aulis mit Stefano Massinis zeitgenössischem Drama Occident Express am Wiener Volkstheater unter der Regie von Anna Badora zu sehen.
In der Fernsehserie Vater wider Willen verkörperte sie die Rolle der Clara Rehder, in den drei Teilen von Die Musterknaben (1997–2003) spielte sie Dockers Mutter.

## Filmografie (Auswahl)
- 1969: Der Talisman
- 1997: Die drei Mädels von der Tankstelle
- 1997: Die Musterknaben
- 1999: Die Musterknaben 2
- 1999: Waschen, schneiden, legen
- 2000: Nie mehr zweite Liga
- 2001: Stiller Sturm
- 2001: Mondscheintarif
- 2001: Wir bleiben zusammen
- 2002: Siska – Der Mann im Garten
- 2002: Der Alte – Mord auf Bestellung
- 2001–2002: Vater wider Willen
- 2002: So schnell du kannst
- 2003: Die Sitte – Tod am Teich
- 2003: Die Musterknaben 3 – 1000 und eine Nacht
- 2004: Edel & Starck – Knastbruder Felix
- 2007: R. I. S. – Die Sprache der Toten – Mohnblume
- 2015: SOKO Donau – Asche zu Asche
- 2021: Die Toten von Salzburg – Treibgut